# چوسپیکوچا (اوئانوکو)
چوسپیکوچا (به اسپانیایی: Chuspiccocha) یک کوه و یخچال طبیعی در پرو است. چوسپیکوچا ۵٬۰۰۰ متر بالاتر از سطح دریا واقع شده‌است.